# Fissistigma santapaui
Fissistigma santapaui är en kirimojaväxtart som beskrevs av Debika Das. Fissistigma santapaui ingår i släktet Fissistigma och familjen kirimojaväxter. Inga underarter finns listade i Catalogue of Life.